# 日常生活動作
日常生活動作（にちじょうせいかつどうさ）、ADL（英: activities of daily living)、ATL (独: Aktivitäten des täglichen Lebens）とは、食事・更衣・移動・排泄・整容・入浴など生活を営む上で不可欠な基本的行動を指す。基本的日常生活動作（英: Basic Activity of Daily Living、BADL）、日常生活活動（にちじょうせいかつかつどう）とも言われる。なお、日常生活活動（動作）と書いて、activities of daily livingの訳語として、その文脈に合わせて「日常生活活動」と「日常生活動作」を使い分けるということも行われる。
内容は、人が日常生活において繰り返す基本的かつ具体的な活動のことであり、主に食事、排泄、整容（着替え、洗面、歯みがき、整髪など）、移動、入浴など基本的な行為、動作をいう。
また、日常生活動作よりも複雑で高次な行為や動作を、手段的日常生活動作(IADL)という。
日常生活動作は、単に能力を回復するだけでなく装具や施設を対応させることでも向上させることができる。障害者でも健常者と同じように使用できることを目指した設計はユニバーサルデザインと呼ばれる。
ケアマネジメントにおける課題分析標準項目の一つであり、介護保険最新情報Vol.1178において、標準項目名と項目の主な内容(例）が改訂された。

## 評価尺度
日常生活動作の評価は、リハビリテーション分野で患者の機能障害や効果測定のために開発された。近年では高齢者の生活機能の尺度として用いられることが多い。介護保険認定の際は、それぞれの動作を自立から全介助まで段階的に評価したうえで、要介護度の決定を下す。
- WHODAS - 健康および障害の評価
- バーセル指数
- DPC (Diagnosis Procedure Combination)

ADLスコア。100点満点でスコアリングされる。その項目は、食事、移乗（ベッド、車椅子、椅子など）、整容、トイレ動作、入浴、平地歩行、階段、更衣、排便管理、排尿管理の10項目である。それぞれについて自立／一部介助／全介助のいずれかであるか評価することで障害者や高齢者の生活自立度を表現する。
- ECOG Performance Status

ECOG（Eastern Cooperative Oncology Group）が提唱。世界的に広く使われている。患者の全身状態を日常生活動作のレベルに応じて0～4の5段階であらわした指標。がん患者に使われることが多い
- 機能的自立度評価法

1990年にアメリカ合衆国でGrangerらによって開発されたADL評価法。バーセル指数との高い相関がある。バーセル指数に代わり、米国を中心に国際的に普及しつつある。セルフケア8項目、移乗3項目、移動2項目に、コミュニケーション2項目、社会的認知3項目の計18項目からなる。